# Oddone di Tournai
Oddone di Tournai, detto anche Odo o Odoardus (Orléans, 1060 – Anchin, 19 giugno 1113), è stato un religioso, vescovo e teologo francese.

## Biografia
Oddone, nato ad Orléans, fu chiamato nel 1087 a Tournai dai canonici di questa città come scolastico. 
Divenuto monaco nel 1092 riunì intorno a sé alcuni chierici e fondò un monastero dedicato a San Martino, sui resti di una abbazia abbandonata. Su consiglio di Alvise abate di Anchin, suo consigliere spirituale, nel 1095 decise di entrare nell'ordine benedettino e sottomise il monastero di San Martino all'Abbazia di Cluny. 
Sotto la guida di Oddone, l'abbazia di San Martino a Tournai divenne rapidamente un centro di grande spessore spirituale e culturale, grazie anche all'attività dei suoi copisti.
Nel 1105 Oddone fu nominato vescovo di Cambrai e fu consacrato nel sinodo di Reims. Per alcuni anni tuttavia non poté prendere possesso della diocesi, a causa del suo rifiuto a ricevere l'investitura dalle mani dell'imperatore Enrico IV. 
Nel 1106 riuscì finalmente ad insediarsi ed applicò con successo la riforma ecclesiastica. 
Nel 1110 venne esiliato e si ritirò nell'abbazia di Anchin dove lo colse la morte nel 1113.
In filosofia partecipò alla Disputa sugli universali, sostenendo le tesi del realismo. Tra le sue opere, si ricorda il De peccato originali, nel quale sostiene che con Adamo tutta la natura umana si sia macchiata del peccato. Altra sua importante opera è l'Expositio in canonem Missae.

## Opere
- De blasphemia in Spiritum Sanctum.
- De canonibus evangeliorum.
- De peccato originali libri tres.
- Disputatio contra Judaeum.
- Expositio in canonem Missae.